# Obměkčení zlých srdcí

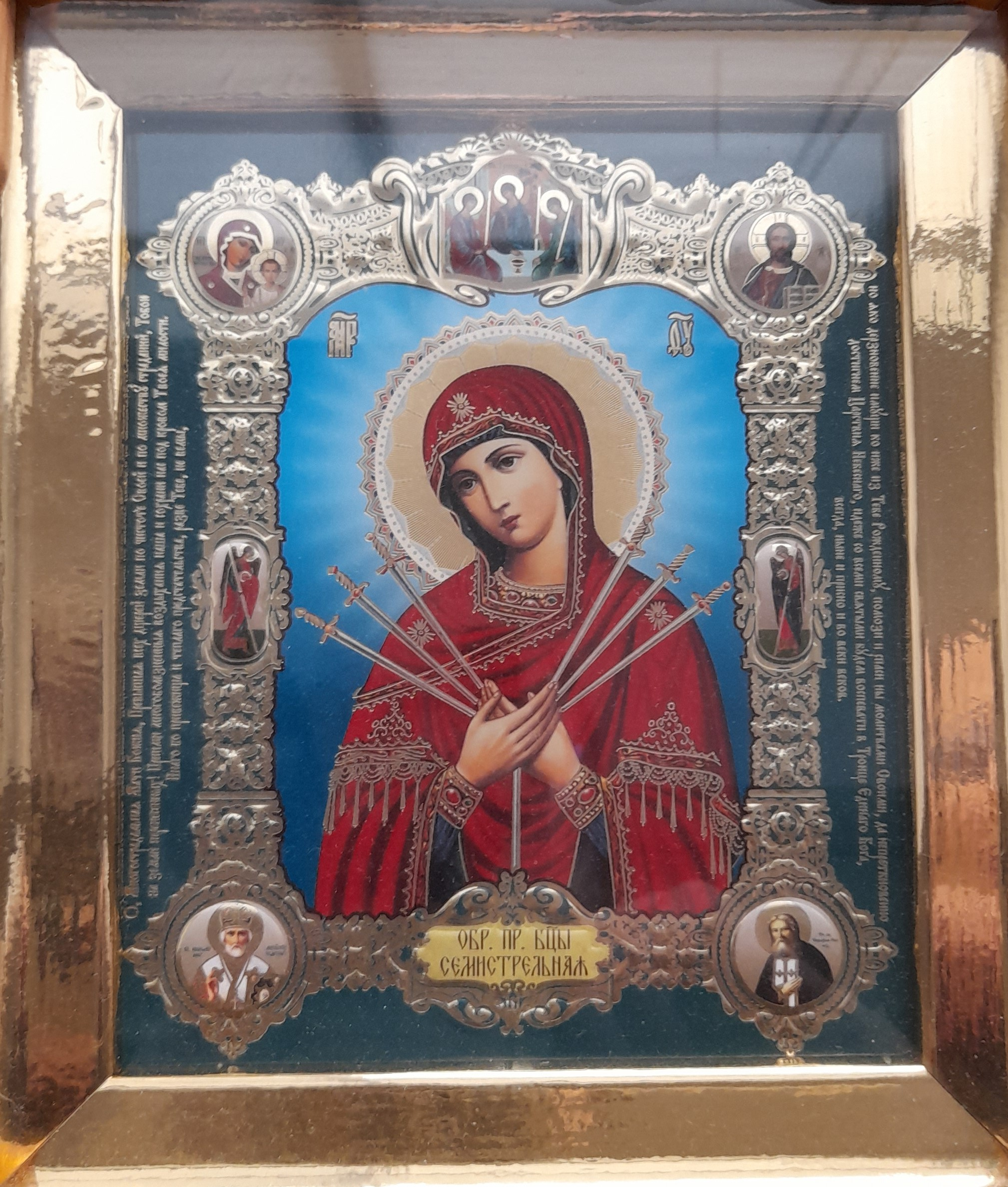
Ikona Matky Boží Obměkčení zlých srdcí

Ikona Matky Boží Obměkčení zlých srdcí je podobná svým obsahem s ikonami Sedmistřelná a Strastná ikona Matky Boží: i tvou vlastní duší pronikne meč – aby vyšlo najevo myšlení mnohých srdcí. Druhý název ikony je Simeonovo proroctví, neboť je na ní symbolicky zobraženo proroctví svatého Simeona Bohopříjemce, které pronesl v Jeruzalémském chrámě v den Uvedení Páně do chrámu.
A Simeon jim požehnal a řekl jeho matce Marii: „Hle, on jest dán k pádu i k povstání mnohých v Izraeli a jako znamení, kterému se budou vzpírat
– i tvou vlastní duší pronikne meč – aby vyšlo najevo myšlení mnohých srdcí.“

## Popis a historie
Na ikoně je Bohorodice zobrazená se sedmi vetknutými meči do srdce: tři meče zprava, tři meče zleva a jeden zespodu. Číslo sedm představuje plnost hoře, smutku a srdeční bolesti, které Bohorodice ve svém pozemském životě přetrpěla. Někdy se na klíně Bohorodice nachází i Předvěčné Dítě – tehdy se jedná o prapůvodní obraz ikony Matky Boží Obměkčení zlých srdcí typu Hodegetria, který byl podle legendy napsán apoštolem evangelistou svatým Lukášem, jenž se dostal do Polska, kde se proslavila jako Černá madona Čenstochovská.
Podobné zobrazení představuje i Sedmistřelná ikona Matky Boží, jen postavení mečů je odlišné – tři zprava a čtyři zleva.

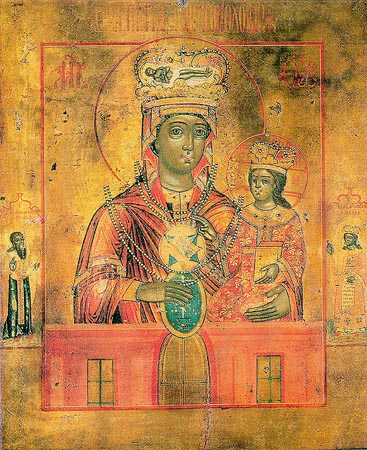
Ikona Matky Boží Čenstochovská

Ikona Matky Boží Obměkčení zlých srdcí

## Hymnografie
Modlitba před ikonou Matky Boží Obměkčení zlých srdcí:
Mnohobolestná Matko Boží, jež ve své čistotě a množstvím svých strádání, které jsi na zemi zakusila, převyšuješ všechny pozemské dcery!
Přijmi mnohobolestné naše povzdechy a ochraňuj nás pod záštitou Tvojí milosti. Jiného útočiště a jiného vřelého zastání, kromě tebe, neznáme,
ale majíce smělost před Tím, který se z Tebe narodil, pomoz a spasiž nás Tvými modlitbami. Nechť bez klopýtnutí dostihneme Nebeského Království,
abychom tam, se všemi svatými, mohli pět chválu v Trojici Jedinému Bohu, nyní i vždycky až na věky věkův. Amen.
Svátek ikony se koná v pravoslaví v neděli Všech svatých (první neděle po Padesátnici) a také 15. února (2. února dle juliánského kalendáře).
Před ikonou se věřící modlí za uzdravení z cholery, kulhání a slabosti, za usmíření válčících a za obměkčení zlých srdcí v případě nepřátelství nebo pronásledování.

## Novodobá ikona Matky Boží
Novodobá ikona Matky Boží Obměkčení zlých srdcí je obyčejná, z originálu tištěná litografie z továrny Sofrino v Rusku a nacházela se v panelovém bytě jedné moskevské rodiny. Jednoho dne v 90. letech XX. století začala ikona ronit zázračné vonné myro a přivedla k obrácení desetitisíce Rusů. Ikona se stala jednou z největších novodobých svatyní Ruska, byl pro ni postaven chrám na okraji Moskvy a rodina, u níž se ikona nacházela, se stala jejím opatrovníkem.

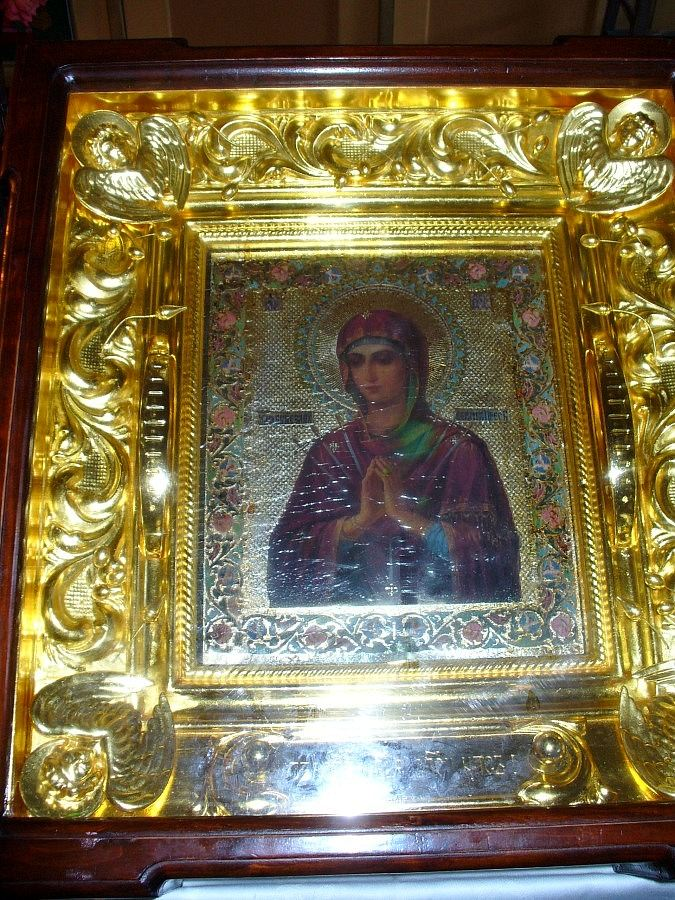
Autentická novodobá myrotočivá ikona Matky Boží Obměkčení zlých srdcí

Extrémně zázračná a myrotočivá ikona Matky Boží Obměkčení zlých srdcí poprvé opustila Rusko v roce 2007 a navštívila také Čechy a Moravu.

### Myrotočící ikona
Křesťanské ikony představují živé setkání s tím, koho představují a i jejich kopie zpřítomňují v tomto případě Matku Boží. Proto mohou ikony ronit myro nebo krvavé slzy. Ikona začala ronit myro v 90. letech a před velkými tragédiemi jako byla havárie ruské atomové ponorky Kursk a při teroristických útocích v Moskvě začala spolu s myrem ronit krvavé slzy. Od těch dob ikona nepřetržitě roní myro a krev. Její slzy přivedly k pokání mnoho vlažných křesťanů a mnoho ostatních lidí se při uzření krvavě plačící ikony obrátilo k Bohu. Vědecká zkoumání zázračného myra na obraze prokázala živou krevní plazmu. V České republice ikona zamyrotočila podle očitých svědků při všenočním bdění v Praze-Dejvicích a v Jihlavě.

### Ikona v České republice
V letech 2007–2018 ikona každý rok přijížděla do Čech a na Moravu. V roce 2018 doputovala do Brna z italského města Bari, kde se nacházela v den svátku Přenesení ostatků sv. Mikuláše z Myr Lykejských do Bari (rok 1087), k nimž byla ikona přiložena během bohoslužby. Ikona také navštívila základy trojlodní baziliky svatých věrozvěstů Cyrila a Metoděje v Mikulčicích. Ikona se nacházela také v Hodoníně a v dalších městech Čech a Moravy: např. v monastýru sv. Václava a sv. Ludmily na zámku v Loděnicích nebo ve Žďáru nad Sázavou.